# スチーム係長
『スチーム係長』（スチームかかりちょう、STEAM HEAD）は、2005年10月2日から同年12月25日まで毎週日曜日26:30 - 26:40(JST)にテレビ東京で放送された深夜番組（テレビ大阪では2005年10月12日から毎週水曜日に放送）。

## 登場人物
スチーム係長
中小企業サラリーマン。
ディック太郎
スチーム係長にからむ街の不良。
イクラさん
チェーン店系回転寿司の店長。
リサイクル鈴木
環境ISO取得のために雇われたプロの掃除夫。
愛子オブトーキングマシン
場末のスナック「愛」のママ。
以下、DVD版にて出演。
芸者タンク
まるちゃん
目出太先生

## スタッフ
- プロデューサー：長田隆、寺井弘典
- 監督・脚本・演出：中尾浩之
- プロダクションマネージャー：山田明良、海鋒裕太
- CG：佐藤広大、山下裕智、ジーニーズ アニメーション スタジオ
- 音楽：コモエスタ八重樫
- オープニング映像：原奈保子
- エディタ：飯田敦夫
- ミキサー：嶋田美穂
- ブレーン：堀雅人
- 制作：テレビ東京、P.I.C.S.

## 放映リスト
日付は、テレビ東京における放送日。括弧内は『シブスタ袋とじ』枠内での放送日。
特番などで「ファミレスでポーッ!」他が放送されている。
1. 深夜手当てでポーッ!　2005年10月2日
2. 環境問題でポーッ!　2005年10月2日
3. 夜食でポーッ!　2005年10月9日
4. ゲーセンでポーッ!　2005年10月9日
5. 拳でポーッ!　2005年10月16日
6. そば屋でポーッ!　2005年10月16日
7. 夜空でポーッ!　2005年10月16日
8. 自転車でポーッ!　2005年10月16日
9. 黄昏れてポーッ!　2005年10月16日
10. 残業でポーッ!　2005年10月23日
11. やかんでポーッ!　2005年10月23日
12. 歯磨きでポーッ!　2005年10月23日
13. ゴキブリでポーッ!　2005年10月23日
14. 白球でポーッ!　2005年10月23日
15. 回転寿司でポーッ!　2005年10月30日
16. 続・回転寿司でポーッ!　2005年10月30日
17. 電車でポーッ!　2005年11月6日
18. 定期検診でポーッ!　2005年11月6日
19. スナックでポーッ!　2005年11月13日
20. 緊急特別企画 スチーム係長VSアメリカザリガニ vol.1　2005年11月20日（2005年2月20日）
21. 緊急特別企画 スチーム係長VSアメリカザリガニ vol.2　2005年11月20日
22. 緊急特別企画 スチーム係長VSライセンス vol.1　2005年11月27日（2005年2月27日）
23. 緊急特別企画 スチーム係長VSライセンス vol.2　2005年11月27日
24. 緊急特別企画 スチーム係長VSロバート vol.1　2005年12月4日（2005年3月27日）
25. 緊急特別企画 スチーム係長VSロバート vol.2　2005年12月4日
26. 緊急特別企画 スチーム係長VSおぎやはぎ vol.1　2005年12月11日
27. 緊急特別企画 スチーム係長VSおぎやはぎ vol.2　2005年12月11日（2005年3月13日）
28. 緊急特別企画 スチーム係長VSスピードワゴン vol.1　2005年12月18日（2005年3月20日）
29. 緊急特別企画 スチーム係長VSスピードワゴン vol.2　2005年12月18日
30. エレベーターでポーッ!　2005年12月25日
31. 串カツでポーッ!　2005年12月25日

## DVD
EZチャンネルでは、テレビ東京ブロードバンド提供で毎週土曜日に、てれともばいる「スチーム係長」を配信している。
- スチーム係長 ORIGINAL SOUND TRACK & more
- スチーム係長 お笑い芸人 vs 係長編
- スチーム係長 -係長オリジナル編-